# Epiousion

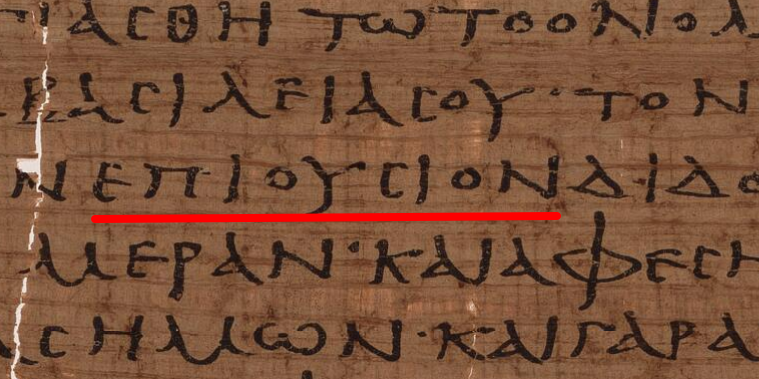
EPIOUSION (ΕΠΙΟΥϹΙΟΝ) en el Evangelio de Lucas, como está escrito en el Papiro 75

Epiousion (ἐπιούσιον) es un adjetivo griego koiné utilizado en el versículo del Padrenuestro «Τὸν ἄρτον ἡμῶν τὸν ἐπιούσιον δὸς ἡμῖν σήμερον» («El pan nuestro epiousion dánosle hoy»). Como la palabra no se utiliza en ninguna otra parte, su significado no está claro. Tradicionalmente se traduce como «de cada día», pero la mayoría de los eruditos rechazan esa interpretación. La palabra se designa también con epiousios, su presunta forma lemática.
Dado que se trata de un hápax legómenon griego koiné (palabra que sólo aparece dos veces en un contexto determinado) que sólo se encuentra en los pasajes neotestamentarios Mateo 6:11 y Lucas 11:3, su interpretación depende del análisis morfológico y del contexto. La traducción tradicional y más común es «de cada día», aunque la mayoría de los estudiosos la rechazan en parte porque todos los demás pasajes del Nuevo Testamento con la traducción «de cada día» incluyen la palabra hemera (ἡμέρᾱ, 'día').
El Catecismo de la Iglesia católica sostiene que hay varias maneras de entender epiousion (que el Catecismo llama epiousios), incluyendo la tradicional «de cada día», pero más literalmente como «supersustancial» o «superesencial», basándose en sus componentes morfológicos. Las teorías alternativas son que, aparte de la etimología de ousia, que significa 'sustancia', puede derivar de cualquiera de los verbos einai (εἶναι), que significa ‘ser’, o ienai (ἰέναι), que significa tanto ‘venir’ como ‘ir’.

## Apariciones y singularidad

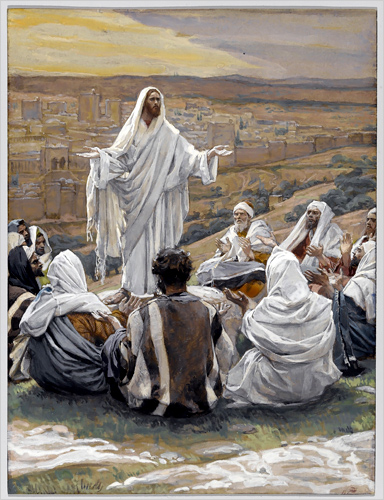
Jesús enseñando el Padre Nuestro a sus discípulos, según la imagen de James Tissot (finales del)

La palabra aparece en el Papiro Hanna 1, el testimonio más antiguo que se conserva de ciertos pasajes del Nuevo Testamento.
Epiousion es el único adjetivo del Padrenuestro. Es masculino, acusativo, singular, concuerda en género, número y caso con el sustantivo al que califica, ἄρτον, arton (‘pan’). En una glosa interlineal:
- Τὸν ἄρτον ἡμῶν τὸν ἐπιούσιον δὸς ἡμῖν σήμερον
- El pan {de nosotros} el epiousion nos da hoy
- El pan nuestro epiousion dánosle hoy

En el siglo XX salió a la luz otro supuesto caso. En un papiro egipcio del siglo V, que contiene una lista de la compra, aparece una palabra transcrita como epiousi junto a los nombres de varios artículos de alimentación. Esto parecía indicar que se utilizaba en el sentido de «suficiente para hoy», «suficiente para mañana» o «necesario». Sin embargo, después de que el papiro que contenía la lista de la compra, desaparecido durante muchos años, fuera redescubierto en la Biblioteca Beinecke de Yale en 1998, un nuevo examen encontró la palabra elaiou (‘aceite’), no epiousi (al parecer, el transcriptor original, Archibald Sayce, era conocido por ser un mal transcriptor). Además, se volvió a determinar que el documento databa del siglo I o II de nuestra era, y no del siglo V. Por tanto, el uso de epiousion no parece darse en ningún otro lugar de la literatura griega antigua, aparte de Mateo, Lucas y la Didaché.
Epiousei, utilizada en Hechos 7:26 y en otros lugares para referirse al día siguiente, puede ser una palabra afín.

## Traducciones e interpretaciones
Hay varias razones por las que epiousion presenta un reto de traducción excepcional. La palabra no aparece en ningún otro texto griego antiguo, por lo que puede haber sido acuñada por los autores del Evangelio. Es probable que Jesús no compusiera originalmente la oración en griego, sino en su lengua materna, pero la opinión mayoritaria es que el Nuevo Testamento se escribió originalmente en griego koiné. Esto implica la probabilidad de una interpretación lingüística (es decir, del arameo hablado al griego escrito) al inicio de la redacción del Evangelio. Así pues, a menudo es difícil determinar el significado de una palabra de este tipo, ya que no es posible establecer referencias cruzadas ni comparaciones con otros usos, salvo mediante un análisis morfológico.
El análisis morfológico más popular ve el prefijo epi- y una palabra polisemántica ousia aunque eso no siga la forma griega estándar de construir palabras compuestas. Normalmente, la iota al final de epi se omitiría en un compuesto cuya segunda palabra empezara por vocal (compárese, por ejemplo, epónimo frente a epígrafe). Sin embargo, no se trata de una regla absoluta: Jean Carmignac ha recopilado 26 palabras compuestas que la infringen. Otra posibilidad es analizar la palabra como participio femenino de dos verbos distintos.
En resumen, tanto los eruditos modernos como los antiguos han propuesto varias traducciones diferentes para epiousion. Incluso Jerónimo, el traductor más importante de la Biblia al latín, tradujo esta misma palabra en el mismo contexto de dos maneras diferentes. En general, no hay consenso sobre el significado exacto.

### De cada día
«De cada día» es la traducción más común de epiousion. Así aparece recogido, por ejemplo, en el Diálogo de doctrina cristiana (1529), de Juan de Valdés, en la Biblia Reina-Valera en sus versiones revisadas de 1960y 1995, la contemporánea, y la actualizada de 2015, —si bien en su primera publicación, en 1569, se traduce como «cotidiano»—. O en la Biblia Torres Amat (1823), donde se traduce como correspondiente [al día] (de cada día).
Sin embargo, la mayoría de los eruditos rechazan la traducción de epiousion como «de cada día», ya que sólo tiene una débil conexión con cualquiera de las etimologías propuestas para epiousion. Además, todos los demás casos de «cada día» en el Nuevo Testamento traducen hemera (ἡμέρα, ‘día’), que no aparece en este uso. Dado que hay otras palabras griegas basadas en hemera que significan «de cada día», no hay razón aparente para usar una palabra tan oscura como epiousion. La traducción «de cada día» también hace que el término sea redundante, ya que «hoy» ya deja claro que el pan es para el día actual.

### Supersustancial
En la Vulgata, Jerónimo tradujo epiousion en Mateo 6:11 como «supersustancial» (latín: supersubstantialem), acuñando una nueva palabra no vista antes en latín, a partir del análisis del prefijo epi- como ‘super’ y ousia en el sentido de ‘sustancia’. La Iglesia católica cree que supersustancial es la traducción más literal a través del latín, que carece de una forma gramatical para «ser», la traducción literal del griego ousia, y por eso se usan en su lugar «sustancia» o «esencia».

#### Defensores
Esta interpretación fue apoyada por escritores antiguos como Agustín, Cirilo de Jerusalén, Cipriano de Cartago y Juan Casiano.
Algunas Biblias modernas utilizan esta traducción. En la Biblia Douay-Rheims la traducción inglesa de la Vulgata (Mateo 6:11) dice «danos hoy nuestro pan supersustancial». La traducción de pan supersustancial también se ha asociado con la Eucaristía, ya en tiempos de los Padres de la Iglesia y más tarde también por el Concilio de Trento (1551).
En 1979, la Nova Vulgata, también llamada Neo-Vulgata, se convirtió en la edición latina oficial de la Biblia publicada por la Santa Sede para su uso en el rito romano contemporáneo. No se trata de una edición de la Vulgata histórica, sino de una revisión del texto que pretende ajustarse a los textos hebreos y griegos críticos modernos y producir un estilo más cercano al latín clásico. La Nova Vulgata conserva la misma correspondencia de significado para epiousion en el Padrenuestro contenido en el Evangelio según San Mateo y San Lucas que en la Vulgata, es decir, supersubstantialem y quotidianum.
Según el Catecismo de la Iglesia católica, hay varios significados de epiousios, y que epi-ousios se traduce más literalmente como «super-esencial»:

«Cada día» (epiousios) no aparece en ninguna otra parte del Nuevo Testamento. Tomada en sentido temporal, esta palabra es una repetición pedagógica de «hoy», para confirmarnos en la confianza «sin reservas». Tomada en sentido cualitativo, significa lo necesario para la vida, y más ampliamente todo bien suficiente para la subsistencia. Tomado literalmente (epi-ousios: «super-esencial»), se refiere directamente al Pan de Vida, el Cuerpo de Cristo, la «medicina de la inmortalidad», sin la cual no tenemos vida en nosotros. Por último, en relación con esto, su significado celestial es evidente: «hoy» es el Día del Señor, el día de la fiesta del reino, anticipada en la Eucaristía que es ya el anticipo del reino venidero. Por eso es conveniente que la liturgia eucarística se celebre cada día.

En la iglesia ortodoxa oriental, se considera que «supersustancial» es una traducción más exacta. Así lo explica el padre Thomas Hopko, del Seminario de San Vladimir de Nueva York:

epiousios [...]  [es] una palabra absolutamente única. Etimológicamente [...], epi- significa «encima de» y -ousios significa «sustancia» o «ser». Por lo tanto, significa pan suprasustancial. Pan suprasustancial: pan más que necesario. En la primera traducción latina del Padrenuestro, hecha por Jerónimo era [...], panem supersubstantialem. En algún momento se convirtió en «cotidianum, cada día». Lutero tradujo «cada día» desde el principio: tägliches Brot.

Pero en todas las lenguas que tradicionalmente utilizan los cristianos orientales -el griego, el eslavo y todas las lenguas árabes: arameo, árabe- no dice eso; sólo dice una palabra parecida [...] ¿Cómo lo traducen [a esas lenguas]? [...] afirman que la mejor traducción sería: «Danos hoy el pan de mañana». Danos hoy el pan de la era venidera, el pan que, cuando lo comas, nunca podrás morir. ¿Cuál es el alimento de la era venidera? Es Dios mismo, la palabra de Dios, el Hijo de Dios, el cordero de Dios, el pan de Dios, que ya tenemos aquí en la tierra, en la tierra, antes de la segunda venida. Así que lo que realmente estamos diciendo es: «Aliméntanos hoy con el pan de la era venidera», porque Jesús nos enseña a no buscar el pan que perece, sino el pan que, si lo comes, nunca podrás morir.

#### Metáfora eucarística
Esta traducción se ha relacionado a menudo con la eucaristía. El pan necesario para la existencia es el pan de comunión de la última cena. Para Eugene LaVerdiere, sacerdote católico estadounidense y biblista de la era posterior al Vaticano II, el hecho de que los escritores del Evangelio tuvieran que crear una nueva palabra indica que están describiendo algo nuevo. Comer el pan de la comunión en la última cena creó la necesidad de una nueva palabra para este nuevo concepto.
«Supersustancial» fue la traducción latina dominante de epiousion de Mateo durante muchos siglos después de Jerónimo, e influyó en el ritual eclesiástico. Fue la base del argumento esgrimido por teólogos como Cipriano de que la comunión debe comerse a diario. El hecho de que sólo se mencione el pan condujo a la práctica de dar a los laicos sólo el pan y no el vino de la Eucaristía. Este versículo fue citado en argumentos contra los utraquistas. La traducción se reconsideró con la Reforma protestante. Martín Lutero mantuvo originalmente «supersustancial», pero cambió a «de cada día» hacia 1528.

#### Críticas
Entre los que rechazan esta traducción figuran algunos biblistas católicos romanos, como Raymond Edward Brown, Jean Carmignac, y Nicholas Ayo.
No se conoce ninguna palabra de origen arameo o hebreo, las lenguas nativas de Jesús, que se traduzca en la palabra griega epiousion. De hecho, no hay ninguna palabra en ninguna de estas lenguas que se traduzca fácilmente como «supersustancial», una traducción única para una palabra griega única.
M. Eugene Boring, teólogo protestante de la Universidad Cristiana de Texas, afirma que la conexión con la Eucaristía es ahistórica porque piensa que el ritual sólo se desarrolló algún tiempo después de que se escribiera el Evangelio y que el autor de Mateo no parece tener ningún conocimiento o interés en la Eucaristía. Craig Blomberg, también un erudito protestante del Nuevo Testamento, está de acuerdo en que estos «conceptos aún no se habían introducido cuando Jesús dio su oración original y por lo tanto no podrían haber sido parte de su significado original».

### Necesario para la existencia
Otra interpretación consiste en relacionar epiousion con la palabra griega ousia, que significa tanto el verbo ‘ser’ como el sustantivo ‘sustancia’. Orígenes fue el primer escritor que comentó la inusual palabra. Como hablante nativo de griego que escribía siglo y medio después de que se compusieran los Evangelios, no reconoció la palabra y pensó que se trataba de un neologismo original. Orígenes pensó que ‘pan necesario para la existencia’ era el significado más probable, relacionándolo con la traducción de ousia.
George Ricker Berry tradujo la palabra simplemente como ‘necesario’ en 1897. La filósofa Raïssa Maritain, esposa del filósofo Jacques Maritain, escribe que durante su época de los años 1940 esta traducción era la más aceptable para los eruditos modernos. Su propia conclusión se declaraba de acuerdo con Teodoro de Mopsuestia, que era el ‘pan que necesitamos’. Esto se consideraba lo suficientemente vago como para abarcar lo que se consideraba como los tres posibles significados etimológicos: (1) literal - el ‘pan de mañana o el pan de hoy’, (2) analógico - el ‘pan que necesitamos para subsistir’, y (3) espiritual/místico - el pan ‘que está por encima de nuestra sustancia’ (es decir, supersustancial).
Joseph A. Fitzmyer traduce el versículo como ‘danos hoy nuestro pan para subsistir’. Lo relaciona con las traducciones del Tárgum arameo de Proverbios 30:8.
Como «cada día», esta traducción también tiene el problema de que hay palabras griegas bien conocidas que podrían haberse utilizado en su lugar.

### Para el futuro
La traducción «para el futuro» es la que sostiene la mayoría de los estudiosos. Entre los primeros partidarios de esta traducción se encuentran Cirilo de Alejandría y Pedro de Laodicea, que vinculan epiousion con el verbo epienai, «del mañana». Según el teólogo judío Herbert Basser, esta traducción también fue considerada (pero finalmente rechazada) como una posibilidad por Jerónimo, quien señaló como un aparte en su comentario a Mateo que el Evangelio de los hebreos usaba ma[h]ar («para mañana») en este versículo.
Raymond Edward Brown afirma que también lo indican las fuentes boháricas y sahídicas primitivas. Haciendo referencia a epiousei en Hechos 7:26, el teólogo luterano Albert Schweitzer, reintrodujo esta traducción en los tiempos modernos. Una lectura «para el futuro» conduce a un grupo de traducciones relacionadas, incluyendo: «pan para mañana», «pan para el futuro» y «pan para el día venidero».
Más allá del sentido literal, esta traducción puede leerse también en un contexto escatológico: «la petición de una anticipación del mundo venidero». Otros ven el «mañana» referido al fin de los tiempos y el «pan» al de la fiesta mesiánica. Raymond Brown argumenta que todas las demás frases del Padrenuestro son escatológicas, por lo que sería incongruente que esta frase hablara prosaicamente del pan para comer. Eduard Schweizer, estudioso protestante suizo del Nuevo Testamento y teólogo, discrepa. El pan humilde no se presentaba tradicionalmente como parte del banquete mesiánico y la prosaica necesidad de pan para sobrevivir habría sido un sentimiento universal de los seguidores de Jesús.
El teólogo católico Brant Pitre reconoce que la interpretación «para el futuro» es sostenida por la mayoría de los eruditos, pero la critica por carecer de apoyo entre los antiguos intérpretes cristianos. Pitre también cita que existe una forma adjetival para «mañana» en griego antiguo, αὔριον en Mateo 6:34, y podría haberse usado en lugar del uso único ἐπιούσιον.
Otro posible problema con la traducción «para el futuro» es que parece contradecir Mateo 6:31, donde sólo unos versículos después Jesús dice a sus seguidores que no se preocupen por la comida, que Dios se ocupará de esas necesidades. Sin embargo, William David Davies, un erudito congregacionalista galés, y Dale Allison, un estudioso del Nuevo Testamento estadounidense, no ven ninguna contradicción: Mateo 6:34 dice que no hay que preocuparse por esas necesidades: que una persona piadosa pida a Dios en oración que se cubran esas necesidades, puede ser más bien la razón por la que no hay que preocuparse.

### Inagotable
Kenneth E. Bailey, profesor de teología y lingüística, propuso como traducción correcta «danos hoy el pan que no se acaba».
Las versiones siríacas de la Biblia fueron algunas de las primeras traducciones de los Evangelios del griego a otra lengua. Además, el siríaco es muy parecido al arameo de Jesús, por lo que los traductores, cercanos en el tiempo y en la lengua a Jesús, debieron de tener un conocimiento considerable de sus significados originales. En siríaco, epiousion se traduce como ameno, que significa «duradero, perpetuo, constante, fiable, incesante, interminable o siempre».

### Propiedad
El erudito luterano Douglas E. Oakman sugiere «danos hoy pan en abundancia» como otra traducción. Señala que en la literatura contemporánea ousia puede significar «sustancia», pero también tiene un significado concreto de una propiedad grande, sustancial. Así, como cognado de la palabra periousios, epiousion podría referirse a pan abundante.
Oakman también señala fuentes contemporáneas que traducen ousia como la hacienda real o imperial y propone que el verso podría haber significado originalmente «danos la ración de pan real para hoy».

### Que le pertenece
Davies y Allison afirman que el versículo también se ha traducido como «danos hoy el pan que le pertenece», aunque reconocen que esta expresión es poco reconocida por los eruditos modernos.

## Por familia lingüística

### Traducciones al eslavo
El canon eslavo de la Antigua Iglesia también traduce epiousion de diversas maneras. Por ejemplo, el Codex Marianus lo traduce como насѫщьнъі (nasǫštĭnŭì, que parece ser un calco de epiousion utilizando la etimología ousia con una semántica discutible) en Lucas 11: 3, pero наставъшааго дьне (nastavŭšaago dĭne, 'para el día venidero') en Mateo 6:11. El libro de Sava coincide en este último caso, pero tiene дьневьнъі (dĭnevĭnŭì, 'cada día') en el primero, mientras que el Codex Zographensis tiene надьневьнъі (nadĭnevĭnŭì) y настоѩшт... (nastojęšt) respectivamente.
La versión eslava de la Nueva Iglesia tiene el calco насꙋщный (nasūštnȳĭ) en ambos casos, siguiendo la Biblia de Ostrog del siglo XVI, y los diccionarios traducen la palabra eslava de la Nueva Iglesia como «necesario para la existencia» (nótese que el sentido de la palabra probablemente cambió en el transcurso del tiempo), de donde deriva el ruso насущный.

## Términos utilizados en diferentes idiomas
| Idioma            | Idioma     | Término                | Significado                              | Fuente                                                                           |
| ----------------- | ---------- | ---------------------- | ---------------------------------------- | -------------------------------------------------------------------------------- |
|                   | Euskera    | egun honetako          | de este día                              | Elizen Arteko Biblia                                                             |
| eguneco / eguneko | Euskera    | del día                | Joanes Leizarraga / Elizen Arteko Biblia |                                                                                  |
| Latín / Romance   | Francés    | de ce jour             | de este día                              | [ 60 ]                                                                           |
| Latín / Romance   | Francés    | essentiel              | esencial                                 | [ 61 ]                                                                           |
| Latín / Romance   | Francés    | nécessaire             | necesario                                | [ 62 ]                                                                           |
| Latín / Romance   | Francés    | dont nous avons besoin | que necesitamos                          | [ 63 ] [ 64 ]                                                                    |
| Latín / Romance   | Francés    | qu'il nous faut        | que nos falta                            | [ 65 ]                                                                           |
| Latín / Romance   | Francés    | de la journée          | del día                                  | [ 66 ]                                                                           |
| Latín / Romance   | Francés    | pour jour              | para el día                              | [ 67 ]                                                                           |
| Latín / Romance   | Francés    | de demain              | del mañana                               | [ 68 ]                                                                           |
| Latín / Romance   | Francés    | spirituel              | espiritual                               | [ 69 ]                                                                           |
| Latín / Romance   | Latín      | cottidianum/cotidianum | cotidiano                                | Vetus Latina, Mateo 6:11, Lucas 11:3, Vulgata, Lucas 11:3 (Vulgata de Stuttgart) |
| Latín / Romance   | Latín      | supersubstantialem     | supersustancial                          | Vulgata, Mateo 6:11 (Vulgata de Stuttgart)                                       |
| Latín / Romance   | Español    | de cada día            | de cada día                              | [ 74 ]                                                                           |
| Latín / Romance   | Español    | sustancial de cada día | sustancial de cada día                   | [ 75 ]                                                                           |
| Germánico         | Neerlandés | dagelijks              | diario                                   | [ 76 ]                                                                           |
| Germánico         | Neerlandés | dat wij nodig hebben   | que necesitamos                          | [ 77 ]                                                                           |
| Germánico         | Alemán     | tägliches              | diario                                   | [ 78 ]                                                                           |
| Germánico         | Inglés     | daily                  | diario                                   |                                                                                  |
| Germánico         | Gótico     | 𐍃𐌹𐌽𐍄𐌴𐌹𐌽𐌰𐌽 (sinteinan)  | a diario, siempre                        | Biblia gótica                                                                    |
| Germánico         | Noruego    | daglige (Bokmål)       | diario                                   |                                                                                  |
| Germánico         | Noruego    | daglege (Nynorsk)      | diario                                   | [ 80 ]                                                                           |
| Germánico         | Sueco      | dagliga                | diario                                   | [ 81 ] [ 82 ]                                                                    |
| Germánico         | Sueco      | för dagen som kommer   | para el día que viene                    | [ 83 ]                                                                           |
| Germánico         | Sueco      | vi behöver             | necesitamos                              | [ 84 ]                                                                           |
|                   | Indonesio  | secukupnya             |                                          | [ 85 ]                                                                           |
|                   | Siríaco    | ܝܘܡܢܐ (yawmānā)        | presente/del día                         | Peshitta                                                                         |
|                   | Siríaco    | ܐܡܝܢܐ (ameno, ʾammīnā) | duradero, eterno                         | Evangelios curetonianos, litúrgico<ref name="Bailey20092">: 120                  |